# Konch
Konch es una ciudad y municipio situado en el distrito de Jalaun en el estado de Uttar Pradesh (India). Su población es de 53412 habitantes (2011). 

## Demografía
Según el censo de 2011 la población de Konch era de 53412 habitantes, de los cuales 28237 eran hombres y 25175 eran mujeres. Konch tiene una tasa media de alfabetización del 72,35%, superior a la media estatal del 67,68%: la alfabetización masculina es del 78,69%, y la alfabetización femenina del 65,23%.